# Banho de sangue de Kalmar
O Banho de sangue de Kalmar (Kalmar blodbad), ocorrido em 16 de maio de 1599,  na cidade sueca de Kalmar, foi a execução pública de 22 pessoas, ordenada pelo então duque Carlos – futuro rei Carlos IX da Suécia. As vítimas foram passadas à espada por terem defendido o Castelo de Kalmar em apoio do rei Sigismundo, na sua contenda com o referido duque Carlos.

Depois da batalha de Stångebro, em que o duque Carlos - futuro rei Carlos IX - derrotou o então rei legítimo Sigismundo, o exército vencedor atacou o castelo de Kalmar.
Após um cerco de 6 meses, a fortaleza capitulou. 
Como represália, o duque Carlos mandou enforcar ou degolar 22 defensores do castelo, entre os quais os três comandantes e o capelão. As cabeças destes quatro homens foram espetadas em lanças e colocadas junto à porta da cidade, aí ficando durante vários anos.